# Moritz Pasch

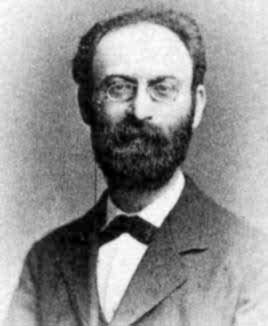
Moritz Pasch

Moritz Pasch (* 8. November 1843 in Breslau; † 20. September 1930 in Bad Homburg vor der Höhe) war ein deutscher Mathematiker.

## Leben
Pasch war der Sohn eines jüdischen Geschäftsmanns aus dem polnischen Rawitsch bei Posen. Er studierte ab 1860 an der Universität Breslau Mathematik (nach anfänglichem Chemie-Studium), wo er sich mit Jakob Rosanes befreundete. Seine Lehrer waren u. a. Rudolf Lipschitz, Paul Bachmann und Heinrich Schröter, bei dem er 1865 über ein geometrisches Thema promoviert wurde. Danach studierte er in Berlin bei Karl Weierstraß und Leopold Kronecker.
1870 habilitierte er sich in Gießen, wobei er sich hauptberuflich um das Geschäft seines 1866 verstorbenen Vaters kümmerte. 1873 wurde er außerordentlicher Professor an der Universität Gießen und 1875 ordentlicher Professor, nachdem er einen Ruf nach Breslau abgelehnt hatte. 1885/86 war er Dekan der Philosophischen Fakultät und 1893/4 Rektor der Universität. 1911 ging er in den Ruhestand, publizierte aber noch weiter bis ins hohe Alter.
Er war seit 1875 verheiratet und hatte zwei Töchter. Er war Ehrendoktor der Universitäten Frankfurt am Main und Freiburg im Breisgau.

## Werk
Er forderte, insbesondere in seinem 1882 erschienenen Buch Vorlesungen über neuere Geometrie, eine streng logische Vorgehensweise in der Geometrie, entdeckte einige bis dahin nicht wahrgenommene Annahmen in der Euklidischen Geometrie, namentlich das Axiom von Pasch, und gab damit Anstoß zu Hilberts axiomatischer Ausarbeitung der Geometrie und ebenso zu den gleichzeitigen Untersuchungen der Schule von Giuseppe Peano.

„Was Axiomatik ist und wie man Axiome zu formulieren hat, das ist erst gegen Ende des 19. Jh. von Pasch gezeigt worden; von ihm lernten es die italienischen Geometer und lernte es Hilbert.“

## Schriften
- Vorlesungen über neuere Geometrie, Leipzig 1882.
- Einleitung in die Differential- und Integralrechnung, Leipzig 1882.
- Grundlagen der Analysis, Leipzig, 1908 Digitalisat.